# Carya (figlia di Dione)
Carya (in greco antico: Καρυά?) è un personaggio della mitologia greca, una delle figlie del re della Laconia Dione e Anfitea, figlia di Pronace. 

Le sue sorelle erano Lyco e Orphe.  

## Mitologia
Apollo, nel ricambiare la referenza e dell'ospitalità ricevuta da Dione ed Anfitea, donò l'arte di profetizzare alle tre figlie imponendo però una restrizione e cioè che non tradissero gli dei e che non ricercassero cose proibite.
Dioniso a sua volta fece visita alla casa di Dione venendo ricevuto con altrettanta ospitalità e durante la sua permanenza si era innamorato di Carya giacendo con lei in segreto. 

Poi se ne andò e sentendone la mancanza, ritornò in breve tempo con il pretesto di consacrare un tempio che Dione aveva eretto in suo onore. Ma Orphe e Lyco, sospettando della storia d'amore fecero la guardia a Carya perché non si unisse con Dioniso e facendo questo ruppero una delle restrizioni imposte da Apollo. Dioniso quindi, dopo diverse minacce ed avvertimenti fece impazzire le sorelle così che esse corsero sul monte Taigeto, dove furono trasformate in rocce. 
Carya invece, fu trasformata da Dioniso in un noce (in greco karya).